# Lishu, Jixi
Lishu är ett stadsdistrikt i Jixi i Heilongjiang-provinsen i nordöstra Kina.